# Formicophania elegans
Formicophania elegans är en tvåvingeart som beskrevs av Townsend 1916. Formicophania elegans ingår i släktet Formicophania och familjen parasitflugor. Inga underarter finns listade i Catalogue of Life.